# Lednica
Lednica je naseljeno mjesto u okrugu Púchov u  Trenčínskom kraju u Slovačkoj.

## Stanovništvo
| Godina:     | 1993. | 2003.   | 2013.   | 2023.   |
| ----------- | ----- | ------- | ------- | ------- |
| Broj ljudi: | 1063  | 1024    | 959     | 908     |
| Razlika:    |       | -3,66 % | -6,34 % | -5,31 % |

| Godina:     | 2022. | 2023.   |
| ----------- | ----- | ------- |
| Broj ljudi: | 919   | 908     |
| Razlika:    |       | -1,19 % |

Prema podacima o broju stanovnika iz 2023. godine naselje je imalo 908 stanovnika.

## Vanjske poveznice
|  | Zajednički poslužitelj ima još gradiva o temi Lednica |

- Službena stranica naselja (sl.)